# ألجامين ستيرلينغ
ألجامين أنطوان ستيرلينغ (بالإنجليزية: Aljamain Antoine Sterling؛ مواليد 31 يوليو 1989) هو مُقاتل فنون قتالية مختلطة جامايكي وأمريكي. يُنافس حاليًا في فئة وزن الريشة في يو إف سي، وقد نافس سابقًا في وزن الديك حيث كان بطل يو إف سي لوزن الديك السابق. ستيرلينغ هو أول بطل في يو إف سي يفوز باللقب عن طريق الإقصاء. كما نافس في بطولة قفص الغضب للقتال، حيث كان بطل وزن الديك السابق فيها. يحمل ستيرلينغ الرقم القياسي لأكثر عدد من الانتصارات، وأكثر عدد من الانتصارات المتتالية بالإضافة إلى أكثر عدد دفاعات عن اللقب المتتالية في تاريخ وزن الديك في يو إف سي. واعتبارًا من 17 سبتمبر 2024، احتل المركز 9 في تصنيفات يو إف سي لوزن الريشة.

## الخلفية
وُلد ستيرلينغ عام 1989 في يونيوندايل، نيويورك لأبوين جامايكيين، كليفلاند وصوفيا ستيرلينغ. نشأ مع سبعة إخوة أشقاء وما لا يقل عن 12 أخ غير شقيق. للابتعاد عن حياة العصابات السائدة التي انضم إليها بعض إخوته، بدأ ستيرلينغ المصارعة في مدرسة يونيونديل الثانوية في عام 2004.

## مسيرته في فنون القتال المختلطة
أثناء الدراسة في كورتلاند، دعا جونز ستيرلينغ لتجربة فنون القتال المختلطة في صالة الألعاب الرياضية الخاصة به في ذلك الوقت، فرقة القنبلة في إيثاكا، نيويورك. بعد قليل من النزالات في مسيرته المهنية، غادر ستيرلينغ فرقة القنبلة وبدأ التدريب في فريق القتال سيرا لونغو.

### مسيرته المبكرة
بدأ ستيرلينغ مسيرته مع الهواة في عام 2009 بفوزه بالإخضاع. قبل أن يصبح محترفًا، قام ستيرلينغ بتجميع سجل هواة 6-1 مع الخسارة الوحيدة عن طريق قرار القضاة بالانقسام، وكان سينتقم في النهاية من هذه الخسارة. حصل ستيرلينغ على بطولة الذئب الهائج للهواة لوزن الديك وبطولة إكستريم إف سي لوزن الريشة للهواة على طول الطريق.

### يو إف سي

#### بطل يو إف سي لوزن الديك
كان من المتوقع أن يواجه ستيرلينغ بيتر يان في بطولة يو إف سي لوزن الديك في 12 ديسمبر 2020، في حدث يو إف سي 256. ومع ذلك، في 22 نوفمبر، تم الإعلان عن إلغاء النزال من بطاقة يو إف سي 256 لأسباب غير معلنة، وجرى النزال في 6 مارس 2021 في حدث يو إف سي 259. فاز ستيرلينغ بالقتال عن طريق الاستبعاد بسبب ضربة غير قانونية في الركبة في الجولة الرابعة، ليصبح بطل يو إف سي لوزن الديك الجديد. وأصبح أول مقاتل في تاريخ يو إف سي يفوز بلقب بطولة بالإقصاء.
كان من المتوقع إجراء نزال العودة مع يان في 30 أكتوبر 2021، في حدث يو إف سي 267. ومع ذلك، في 25 سبتمبر، انسحب ستيرلينغ من النزال بسبب مشاكل الرقبة بعد الجراحة. تمت إعادة جدولة الثنائي مبدئيًا في حدث يو إف سي 272 في 5 مارس 2022، ولكن تم تأجيل النزال مرة أخرى إلى حدث يو إف سي 273 في 9 أبريل. فاز ستيرلينغ بالنزال المتقاربة ودافع عن اللقب من خلال قرار القضاة بالانقسام. سجلت 11 وسيلة إعلامية من أصل 18 وسيلة إعلامية مختصة بالفنون القتالية المختلطة النزال لصالح ستيرلينغ، بينما سجلتها 5 وسائل إعلام بالتعادل.
نجح ستيرلينغ في الدفاع عن لقبه ضد تي جاي ديلاشاو في 22 أكتوبر 2022، في حدث يو إف سي 280. بعد خلع في الكتف تعرض له ديلاشو في الأولى، دافع ستيرلينغ عن اللقب عبر ضربة فنية قاضية في الجولة الثانية، مسجلاً فوزه الأول بالضربات منذ ما يقرب من ثماني سنوات.
واجه ستيرلينغ هنري سيجودو في 6 مايو 2023، في حدث يو إف سي 288. فاز بالقتال بقرار القضاة بالانقسام واحتفظ بلقبه. سجلت 21 من 23 وسيلة إعلامية لفنون القتال المختلطة النزال لستيرلينغ، بينما 2 لسيجودو.
واجه ستيرلينغ شون أومالي في 19 أغسطس 2023، في يو إف سي 292. خسر النزال بالضربة الفنية القاضية في الجولة الثانية وخسر لقبه.

#### الانتقال إلى وزن الريشة
انتقل ستيرلينغ إلى فئة وزن الريشة وواجه كالفن كتار في 13 أبريل 2024 في حدث يو إف سي 300. فاز بالقتال عن طريق قرار القضاة بالإجماع. في إحدى حلقات ساعة الفنون القتالية المختلطة (بالإنجليزية: The MMA Hour) بعد الفوز، اعترف ستيرلينغ بأنه كان سيفكر في الاعتزال إذا خسر أمام كتار.
كان من المقرر أن يواجه ستيرلينغ موفسار إيفلوف في 5 أكتوبر 2024 في حدث يو إف سي 307. ومع ذلك، انسحب ستيرلينغ من القتال بسبب إصابة تعرض لها أثناء التدريب. تم إعادة جدولة النزال في النهاية إلى حدث يو إف سي 310 في 7 ديسمبر 2024. خسر ستيرلينج القتال بقرار القضاة بالإجماع.

## البطولات والإنجازات

### في فنون القتال المختلطة
- يو إف سي
  - بطولة يو إف سي لوزن الديك (مرة واحدة)
    - ثلاث دفاعات ناجحة عن اللقب
- أداء الليلة (مرة واحدة) ضد كوري ساندهاغن[37]
- أكبر عدد من الانتصارات في تاريخ فئة وزن الديك في يو إف سي (14)[38]

## سجل فنون القتال المختلطة
| السجل المهني |        |         |
| 29 نزال      | 24 فوز | 5 خسارة |
| ضربة قاضية   | 3      | 2       |
| إخضاع        | 8      | 0       |
| قرار القضاة  | 12     | 3       |
| إقصاء        | 1      | 0       |

| النتيجة | السجل | الخصم           | الطريقة                    | الحدث                                       | التاريخ        | الجولة | الوقت | المكان                                    | الملاحظات                                                    |
| ------- | ----- | --------------- | -------------------------- | ------------------------------------------- | -------------- | ------ | ----- | ----------------------------------------- | ------------------------------------------------------------ |
| خسر     | 24–5  | موفسار إيفلوف   | قرار القضاة (بالإجماع)     | يو إف سي 310                                | 7 ديسمبر 2024  | 3      | 5:00  | لاس فيغاس، نيفادا، الولايات المتحدة       |                                                              |
| فاز     | 24–4  | كالفن كتار      | قرار القضاة (بالإجماع)     | يو إف سي 300                                | 13 أبريل 2024  | 3      | 5:00  | لاس فيغاس، نيفادا، الولايات المتحدة       | العودة لوزن الريشة.                                          |
| خسر     | 23–4  | شون أومالي      | ضربة فنية قاضية (باللكمات) | يو إف سي 292                                | 19 أغسطس 2023  | 2      | 0:51  | بوسطن، ماساتشوستس، الولايات المتحدة       | على لقب بطولة يو إف سي لوزن الديك.                           |
| فاز     | 23–3  | هنري سيجودو     | قرار القضاة (بالانقسام)    | يو إف سي 288                                | 6 مايو 2023    | 5      | 5:00  | نيوآرك، نيوجيرسي، الولايات المتحدة        | دافع عن لقب بطولة يو إف سي لوزن الديك.                       |
| فاز     | 22–3  | تي جاي ديلاشاو  | ضربة فنية قاضية (باللكمات) | يو إف سي 280                                | 22 أكتوبر 2022 | 2      | 3:44  | أبو ظبي، الإمارات العربية المتحدة         | دافع عن لقب بطولة يو إف سي لوزن الديك.                       |
| فاز     | 21–3  | بيتر يان        | قرار القضاة (بالانقسام)    | يو إف سي 273                                | 9 أبريل 2022   | 5      | 5:00  | جاكسونفيل، فلوريدا، الولايات المتحدة      | دافع ووحّد لقب بطولة يو إف سي لوزن الديك.                     |
| فاز     | 20–3  | بيتر يان        | استبعاد (ركبة غير شرعية)   | يو إف سي 259                                | 6 مارس 2021    | 4      | 4:29  | لاس فيغاس، نيفادا، الولايات المتحدة       | فاز بلقب بطولة يو إف سي لوزن الديك.                          |
| فاز     | 19–3  | كوري ساندهاغن   | إخضاع (خنق خلفي عاري)      | يو إف سي 250                                | 6 يونيو 2020   | 1      | 1:28  | لاس فيغاس، نيفادا، الولايات المتحدة       | أداء الليلة.                                                 |
| فاز     | 18–3  | بيدرو مونهوز    | قرار القضاة (بالإجماع)     | يو إف سي 238                                | 8 يونيو 2019   | 3      | 5:00  | شيكاغو، إلينوي، الولايات المتحدة          |                                                              |
| فاز     | 17–3  | جيمي ريفيرا     | قرار القضاة (بالإجماع)     | يو إف سي على إي إس بي إن: نغانو ضد فيلاسكيز | 17 فبراير 2019 | 3      | 5:00  | فينيكس، أريزونا، الولايات المتحدة         |                                                              |
| فاز     | 16–3  | كودي ستامان     | إخضاع (امتداد سولويف)      | يو إف سي 228                                | 8 سبتمبر 2018  | 2      | 3:42  | دالاس، تكساس، الولايات المتحدة            |                                                              |
| فاز     | 15–3  | بريت جونز       | قرار القضاة (بالإجماع)     | يو إف سي ليلة القتال: باربوزا ضد لي         | 21 أبريل 2018  | 3      | 5:00  | أتلانتيك سيتي، نيوجيرسي، الولايات المتحدة |                                                              |
| خسر     | 14–3  | مارلون مورايس   | ضربة قاضية (بالركبة)       | يو إف سي ليلة القتال: سوانسون ضد أورتيغا    | 9 ديسمبر 2017  | 1      | 1:07  | فريسنو، كاليفورنيا، الولايات المتحدة      |                                                              |
| فاز     | 14–2  | رينان باراو     | قرار القضاة (بالإجماع)     | يو إف سي 214                                | 29 يوليو 2017  | 3      | 5:00  | آناهايم، كاليفورنيا، الولايات المتحدة     | وزن غير محدد (140 رطل).                                      |
| فاز     | 13–2  | أوقستو مينديز   | قرار القضاة (بالإجماع)     | يو إف سي على فوكس: جونسون ضد ريس            | 15 أبريل 2017  | 3      | 5:00  | كانساس سيتي، ميسوري، الولايات المتحدة     |                                                              |
| خسر     | 12–2  | رافائيل أسونساو | قرار القضاة (بالانقسام)    | يو إف سي على فوكس: شيفتشينكو ضد بينا        | 28 يناير 2017  | 3      | 5:00  | دنفر، كولورادو، الولايات المتحدة          |                                                              |
| خسر     | 12–1  | بريان كاراواي   | قرار القضاة (بالانقسام)    | يو إف سي ليلة القتال: ألميدا ضد جاربرانت    | 29 مايو 2016   | 3      | 5:00  | لاس فيغاس، نيفادا، الولايات المتحدة       |                                                              |
| فاز     | 12–0  | جوني إدواردو    | إخضاع (خنق المقصلة)        | يو إف سي ليلة القتال: ناماجوناس ضد فانزانت  | 10 ديسمبر 2015 | 2      | 4:18  | لاس فيغاس، نيفادا، الولايات المتحدة       |                                                              |
| فاز     | 11–0  | جويا ميزوكاكي   | إخضاع (خنق مثلث الذراع)    | يو إف سي على فوكس: ماتشيدا ضد روكهولد       | 18 أبريل 2015  | 3      | 2:11  | نيوآرك، نيوجيرسي، الولايات المتحدة        |                                                              |
| فاز     | 10–0  | هوغو فيانا      | ضربة فنية قاضية (باللكمات) | يو إف سي ليلة القتال: كاوبوي ضد ميلر        | 16 يوليو 2014  | 3      | 3:50  | أتلانتيك سيتي، نيوجيرسي، الولايات المتحدة |                                                              |
| فاز     | 9–0   | كودي جيبسون     | قرار القضاة (بالإجماع)     | يو إف سي 170                                | 22 فبراير 2014 | 3      | 5:00  | لاس فيغاس، نيفادا، الولايات المتحدة       |                                                              |
| فاز     | 8–0   | جويل روبرتس     | إخضاع (خنق خلفي عاري)      | سي إف إف سي 30: سترلينج ضد روبرتس           | 2 نوفمبر 2013  | 1      | 1:49  | ملك بروسيا، بنسلفانيا، الولايات المتحدة   | دافع عن لقب بطولة سي إف إف سي لوزن الديك.                    |
| فاز     | 7–0   | سايدمار هونوريو | إخضاع (خنق خلفي عاري)      | سي إف إف سي 16: وليامز ضد جاكوبي            | 24 أغسطس 2012  | 2      | 4:05  | أتلانتيك سيتي، نيوجيرسي، الولايات المتحدة | دافع عن لقب بطولة سي إف إف سي لوزن الديك.                    |
| فاز     | 6–0   | كيسي جونسون     | إخضاع (خنق خلفي عاري)      | سي إف إف سي 14: بدون رحمة                   | 14 أبريل 2012  | 3      | 2:11  | أتلانتيك سيتي، نيوجيرسي، الولايات المتحدة | دافع عن لقب بطولة سي إف إف سي لوزن الديك.                    |
| فاز     | 5–0   | شون سانتيلا     | قرار القضاة (بالإجماع)     | سي إف إف سي 11: منطقة خطر!                  | 22 أكتوبر 2011 | 5      | 5:00  | أتلانتيك سيتي، نيوجيرسي، الولايات المتحدة | العودة إلى وزن الديك. فاز بلقب بطولة سي إف إف سي لوزن الديك. |
| فاز     | 4–0   | إيفان شميلسكي   | ضربة فنية قاضية (باللكمات) | سي إف إف سي 10: عين سوداء                   | 23 يوليو 2011  | 1      | 4:58  | أتلانتيك سيتي، نيوجيرسي، الولايات المتحدة | أول ظهور في وزن الريشة.                                      |
| فاز     | 3–0   | كلاوديو ليديسما | قرار القضاة (بالانقسام)    | حلقة القتال 36                              | 17 يونيو 2011  | 3      | 5:00  | أتلانتيك سيتي، نيوجيرسي، الولايات المتحدة | فاز بلقب بطولة حلقة القتال لوزن الديك.                       |
| فاز     | 2–0   | هارلي ليمباخ    | إخضاع (خنق خلفي عاري)      | إي إف سي: حقوق التفاخر 2                    | 21 مايو 2011   | 1      | 4:01  | إيري، بنسيلفانيا، الولايات المتحدة        |                                                              |
| فاز     | 1–0   | سيرجيو دا سيلفا | قرار القضاة (بالإجماع)     | يو سي سي 4: السيادة                         | 22 أبريل 2011  | 3      | 5:00  | موريستاون، نيوجيرسي، الولايات المتحدة     | أول ظهور في وزن الديك.                                       |

## نزالات الدفع مقابل المشاهدة
| #  | الحدث        | النزال             | التاريخ       | المكان      | المدينة                             | المبلغ  |
| -- | ------------ | ------------------ | ------------- | ----------- | ----------------------------------- | ------- |
| 1. | يو إف سي 288 | ستيرلينغ ضد سيهودو | 6 مايو 2023   | مركز البصمة | نيوآرك، نيوجيرسي، الولايات المتحدة  | لم يكشف |
| 2. | يو إف سي 292 | ستيرلينغ ضد أومالي | 19 أغسطس 2023 | تي دي غاردن | بوسطن، ماساتشوستس، الولايات المتحدة | لم يكشف |

## وصلات خارجية
- الجامين سترلينج على موقع يو إف سي (الإنجليزية)
- الجامين سترلينج على موقع شيردوغ (الإنجليزية)
- الجامين سترلينج على موقع Tapology.com (الإنجليزية)
- الجامين سترلينج على موقع IMDb (الإنجليزية)
- الجامين سترلينج على موقع قاعدة بيانات الفيلم (الإنجليزية)